# Hay Festival

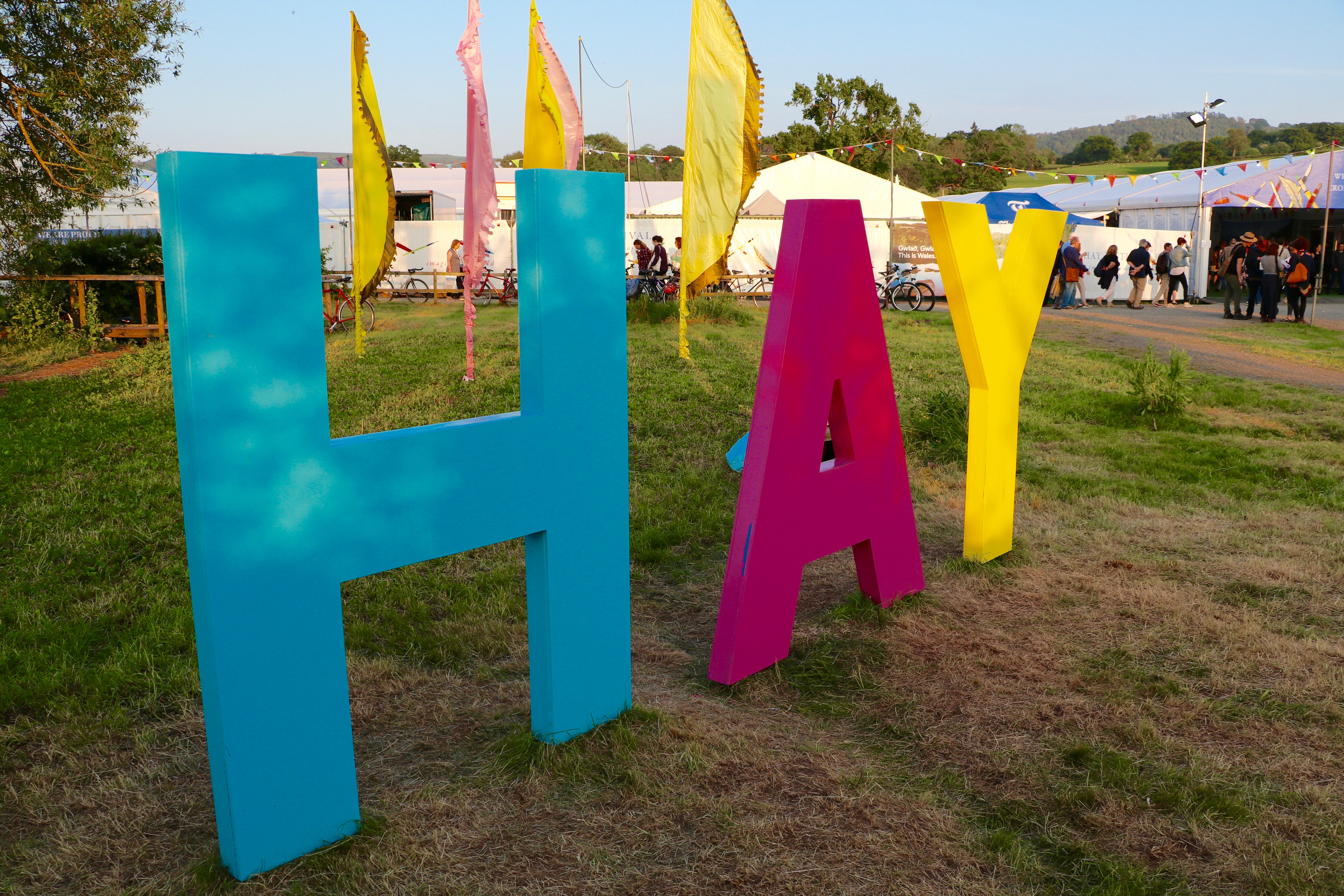
Hay Festival 2016

El Hay Festival of Literature & Arts es un famoso festival literario y de artes originado en la pequeña población mercantil de Hay-on-Wye en Gales que se realiza anualmente como un encuentro entre literatos, músicos, cineastas y otras personalidades de talla internacional. Fue calificado por el expresidente estadounidense Bill Clinton como el Woodstock de la mente. Los mayores patrocinadores del certamen en la actualidad son el diario The Guardian y la Fundación MAPFRE. El Hay Festival ha sido reconocido con el premio Princesa de Asturias de Comunicación y Humanidades de 2020.

## Origen del festival
Hay-on-Wye es una pequeña población de 1500 personas en donde hay 41 librerías, conocida también como la ciudad de los libros. El festival se originó allí como un encuentro de amigos para compartir y debatir sus gustos en literatura, música y otras artes. El certamen se lleva a cabo en dicha población cada año desde 1988 y desde 1996 se organiza también a nivel mundial.

## Ediciones internacionales
El Hay Festival ha organizado festivales en países como México, Italia, Brasil, Colombia, España y Perú

### Hay Festival Cartagena de Indias
- En 2007 se realizó del 25 al 28 de enero y contó con la participación del cantante y activista Bob Geldof y la presencia de personalidades como Gabriel García Márquez, Premio Nobel de Literatura, el nigeriano Wole Soyinka entre muchos otros representantes de la cultura latinoamericana y mundial. También se rindió homenaje a los 40 años de publicación de la obra Cien años de soledad de Gabo. Desde el año 2008 el Hay Festival Cartagena de Indias realiza un capítulo especial en la pequeña ciudad costera de Riohacha, capital del Departamento de La Guajira, cuna de los abuelos maternos de Gabo.

### Hay Verde en Medellín
- Hay Verde, un segmento del ya tradicional Hay Festival de Cartagena que está dedicado a temas del medio ambiente y la sostenibilidad, se realiza desde enero de 2013 en Medellín, específicamente en el Parque Explora. El Hay Verde está inspirado en el Hay-on-Earth, que comenzó a realizarse en Inglaterra y luego se extendió a otros países del mundo que también tienen un Hay Festival. Cristina Fuentes Larroche, directora del Hay Festival y el Hay Verde, explica que “se escogió la ciudad de Medellín porque durante estos años la ciudad se ha convertido en un lugar para la educación, como los Parques Bibliotecas, además de construcciones como el Metro y el Metrocable, que han demostrado ser un ejemplo de sostenibilidad y movilidad”.[2]
- Hay Verde 2014 consistirá en una serie de eventos dentro de Hay Festival de Cartagena de Indias, que tendrá lugar en el Parque Explora, en la ciudad de Medellín, los días 29, 30 y 31 de enero de 2014, centrándose en cuestiones de sostenibilidad (ambientales y sociales ), con la participación de líderes de opinión como Wade Davis, Pere Estupinyà, David Rieff, Rosie Boycott, Mark Cocker y Tom Hart Dyke. Hay Festival se compromete a la conservación y cuidado del medio ambiente. Así que trabajamos con Contreebute plantando árboles para compensar las emisiones de carbono y el impacto ambiental de nuestros eventos. Programación 2014 en Medellín.

### Hay Festival Segovia
Se realiza en Segovia, España, desde el año 2006.
- En su primera edición en el 2006 se realizó del 21 al 24 de septiembre. Acudiedon grandes personalidades literarias, como Ian McEwan, Martin Amis y Enrique Vila-Matas, Doris Lessing, Laura Restrepo, Jorge Franco, Santiago Roncagliolo, Juan Villoro, Vikram Seth, Jorge Volpi entre otros.

- En su segunda edición en el 2007 se realizó del 26 al 30 de septiembre, Acudieron otras grandes personalidades literarias y del mundo del periodismo como Almudena Grandes, Tishani Doshi y Hanif Kureishi, Javier Moreno Barber director de El País, Alan Rusbridger director de The Guardian, Rosa María Calaf, Javier Cercas, Paul Preston, Andrés Trapiello, Malcolm Otero Barral, Félix Romeo, Javier Marías, Agustín Fernández Mallo, Gabi Martínez, Juan Gabriel Vásquez, Lolita Bosch, Antonio Orejudo o Darío Jaramillo.

- En la tercera edición en el 2008 se realizó del 24 al 28 de septiembre. Acudieron nuevas promesas literarias y hubo varios eventos sobre mayo del 68. Entre los escritores que acudieron se encuentran Daniel Pennac, Robert Minhinnick, Germaine Greer, Juan Goytisolo, Mario Vargas Llosa, Ricardo Menéndez Salmón, Javier Argüello, Cristina Grande, Álvaro Enrigue, Ignacio Martínez de Pisón, Bernardo Atxaga o Jon Lee Anderson

### Hay Festival Arequipa
Se realiza en Arequipa, Perú, desde el año 2015. Es considerado el más importante de la ciudad. En 2022 asistieron 25 mil espectadores.
En 2024, Cristina Fuentes La Roche, directora internacional del Hay Festival, recibió la Medalla Regional de Cultura del Gobierno Regional de Arequipa en reconocimiento a su labor como referente de intercambio cultural en América Latina.

### Hay Festival Querétaro
Se realiza en Querétaro, México, desde el año 2016.
- En su primera edición en el 2016 se realizó del 1 al 4 de septiembre.

- En su segunda edición en el 2017 se realizó del 7 al 10 de septiembre.

- En su tercera edición en el 2018 se realizó del 6 al 9 de septiembre.
- En su cuarta edición en el 2019 se realizó del 5 al 8 de septiembre, y contó con 125 participantes. En literatura internacional participaron Michael Ondaatje, Sandrone Dazieri, Lina Meruane y Elvira Sastre. En política, se contó con la participación de Juan Manuel Santos, Ben Rhodes, Tatiana Clouthier y Baltasar Garzón. En el ámbito del periodismo, participaron Jon Lee Anderson, Joe Sacco y Julio Hernández. En ciencia y medio ambiente se presentaron Roberto Emparan y Gerardo Herrera. En música, estuvieron U-God y Lol Tolhurst. En fotografía, documentales y arte, Diego Luna.[6]
- En su quinta edición en el 2020 se realizó del 5 al 8 de septiembre de forma digital. Esta edición contó con Malala Yousafzai, Michelle Bachelet, Mario Vargas Llosa, Lydia Cacho, Gael García Bernal, Julieta Venegas y más.[7]
- En su sexta edición en el 2021 se realizó del 1 al 5 de septiembre y contó con 173 participantes de 19 países. Participaron Svetlana Alexiévich,J.M.G. Le Clézio, Joseph Stiglitz, Esther Duflo, David Grossman, Hervé Le Tellier, Pilar Quintana, Juan Villoro, Anne Applebaum, Javier Cercas, Tamara Tenenbaum, James Rhodes, Amin Maalouf, María Dueñas, Ken Loach, Avi Loeb, David Foenkinos, Élmer Mendoza, Philippe Claudel, Anne Boyer, Muriel Barbery, entre otros.
- En su séptima edición en el 2022 se realizó del 7 al 10 de septiembre.
- En su octava edición en el 2023 se realizó del 7 al 10 de septiembre.
- En su novena edición en el 2024 se realizó del 4 al 7 de septiembre, y contó con participantes procedentes de 22 países.[8]Entre las personas invitadas se encuentran Kailash Satyarthi, Leila Guerriero, Sara Barquinero, Myriam Moscona, Colin Greenwood, Eliezer Budasoff, Silvia Viñas, Lila Downs, Raúl Zurita, Jan Martínez Ahrens, Andrés Cota Hiriart, Rebecca Solnit, Gabriela Warkentin y Vasilisa Stepanenko.